# Michael Landsky
Michael Landsky (* 1964 in Bremen) ist ein deutscher Kirchenmusiker und Musikpädagoge.

## Leben
Michael Landsky erhielt seine erste musikalische Ausbildung als Sänger im Knabenchor der evangelischen Kirche Unser Lieben Frauen in Bremen und nahm während seiner Schulzeit Orgelunterricht bei dem Osnabrücker Domorganisten Winfried Schlepphorst. Er erhielt einen Studienplatz im Fachbereich Kirchenmusik an der Hochschule für Künste Bremen. Seine Lehrer waren u. a. Erich Ehlers, Gerd Erdmann und Rainer-Michael Munz. 1986 legte er in Bremen das B-Examen ab. An der Robert Schumann Hochschule Düsseldorf bei Herbert Callhoff, Christoph Schoener und Wolfgang Seifen folgte 1993 das A-Examen.
Bereits während seines Studiums war er als Kirchenmusiker an der katholischen Kirche St. Marien in Bremen-Walle (1977–1987) tätig. Am Bremer Dom unterstützte er Domorganist Wolfgang Baumgratz bei der Durchführung der Mittagsmusiken (1983–1987). Nach Tätigkeiten als Kirchenmusiker in St. Kilian (Letmathe) und St. Nikolaus (Osterath) ist er seit 1995 Regionalkantor für das Stadt- und Kreisdekanat Neuss, der Dienstsitz ist an der Dreikönigenkirche. Zudem ist er Dozent im Rahmen der kirchenmusikalischen Ausbildung im Erzbistum Köln. Neben seinen kirchenmusikalischen Aktivitäten geht er, mit dem Schwerpunkt der Orgelimprovisation, einer Konzerttätigkeit im In- und Ausland nach. Zu seinen Schülern zählt der Organist Martin Welzel.

## Diskographie
- Marcel Dupré: Vêpres des fêtes du commun de la Sainte Vierge op. 18. Suzanne Chaisemartin, Orgel. Choralschola von Sankt Nikolaus (Leitung: Michael Landsky). 1 CD. Motette-Ursina, Düsseldorf 1996.
- Ave Maria. Werke von Händel, Purcell, Gounod, Fauré, Viviani, Oley, Bach, Telemann und Improvisationen. Heike Hallaschka, Sopran; Gerd Radeke, Trompete; Michael Landsky, Orgel. 1 CD. Peter Mönkediek und Thomas Lindhorst,  Nottuln 2002.